# تتراپروپیل‌آمونیوم پروتنات
تتراپروپیل‌آمونیوم پروتنات (به انگلیسی: Tetrapropylammonium perruthenate) با فرمول شیمیایی C۱۲H۲۸NRuO۴ یک ترکیب شیمیایی است. که جرم مولی آن ۳۵۱٫۴۳ گرم بر مول می‌باشد. شکل ظاهری این ترکیب، سبز جامد است.